# Jauna Strava

Escut de Letònia

La Jauna Strava (en letó: Jaunā strāva) a la història de Letònia va ser un gran moviment polític social d'esquerres que va seguir al primer Despertar nacional letó (en letó: latviešu [o latvju] tautas atmoda) dirigit pels nous letons a partir dels anys 1850 a 1880, i que va culminar en la Revolució russa de 1905. Els participants en aquest moviment van ser anomenats jaunstrāvnieki.

## Història
El començament del nou corrent en general es data el 1886, quan el diari del moviment, Dienas Lapa, va ser fundat per Pēteris Bisenieks, que dirigia a Riga el Latvian Craftsmen's Credit Union. Pēteris Stučka -que més tard va dirigir el bolxevisme letó-, es va convertir en l'editor del Dienas Lapa el 1888. De 1891 a 1896, el diari va ser editat per Bisenieks i Rainis (el pseudònim de Jānis Pliekšāns). Rainis, que es va convertir en un gran dramaturg de Letònia i la figura literària «inseparablement lligat al naixement de la nació letona independent i la lluita per la llibertat» [Aivars Stranga], també va ser la figura principal a la Jauna Strava. Sota Rainis i Stucka -aquest últim va ser de nou editor els anys 1896-1897- Dienas Lapa va donar un gir cap al socialisme; tancat pel Ministeri de l'Interior el 1897, el diari es va tornar moderat sota la direcció del filòsof i publicista Pēteris Zālīte. Malgrat la seva moderació sota la direcció de Zalite, el diari va ser novament tancat pels censors. Va tornar a ressorgir el 1905 com el diari de la Socialdemocràcia abans del seu tancament definitiu.

## Avaluació
L'historiador Arveds Švābe descriu la Jauna Strava com «connectada amb el desvetllament polític de la classe obrera de Letònia, les seves primeres organitzacions, i la propaganda de les idees socialistes.» La majoria dels historiadors manifesten al que el pintor Apsīšu Jekabs anomena «el començament d'una fissura entre l'agricultor letó i la seva masia» a la dècada de 1870, i cap a 1897 hi havia 591.656 pagesos sense terra en el que avui és Letònia -en comparació amb els 418.028 petits agricultors i les persones al seu càrrec-.
La seva parcial urbanització va conduir a un proletariat cada vegada més cap a un terreny fèrtil per a les idees del socialisme d'Europa occidental, i això va coincidir amb una pèrdua d'impuls per als nous letons, les idees dels quals s'havien anat afeblit pel Nacionalisme romàntic com un abisme creixent entre la burgesia i dels pobres, després que els líders nacionalistes de l'època havien estat detinguts i exiliats. Rainis va realitzar un contraban de literatura alemanya marxista a Letònia amb dues peçes del seu equipatge el 1893: l'obra de Karl Marx, Friedrich Engels i Karl Kautsky. Aquest «equipatge amb contingut perillós», com l'historiador Uldis Germanis ho va nomenar, va ser la llavor del Partit Socialdemòcrata de Letònia (Latvijas Socialdemokratiska Partija, LSDP).